# Antoni d'Oms de Santapau i de Cabrera
Antoni d'Oms de Santapau i de Cabrera (? - 1705) senyor de Rubí, fou un militar català al servei dels reis hispànics.
Va ingressar a l'exèrcit el 1667, va lluitar com a capità de cuirassers de la guàrdia reial de Catalunya durant la Guerra dels Nou Anys. Va arribar a ser conseller al Consell d'Indies. Va morir en un duel el 1705.